# Clorindiona
Clorindiona es un agente antagonista de la vitamina K. Es una fenindiona derivada.
- Datos: Q2358705